# Grzbiet Mendelejewa

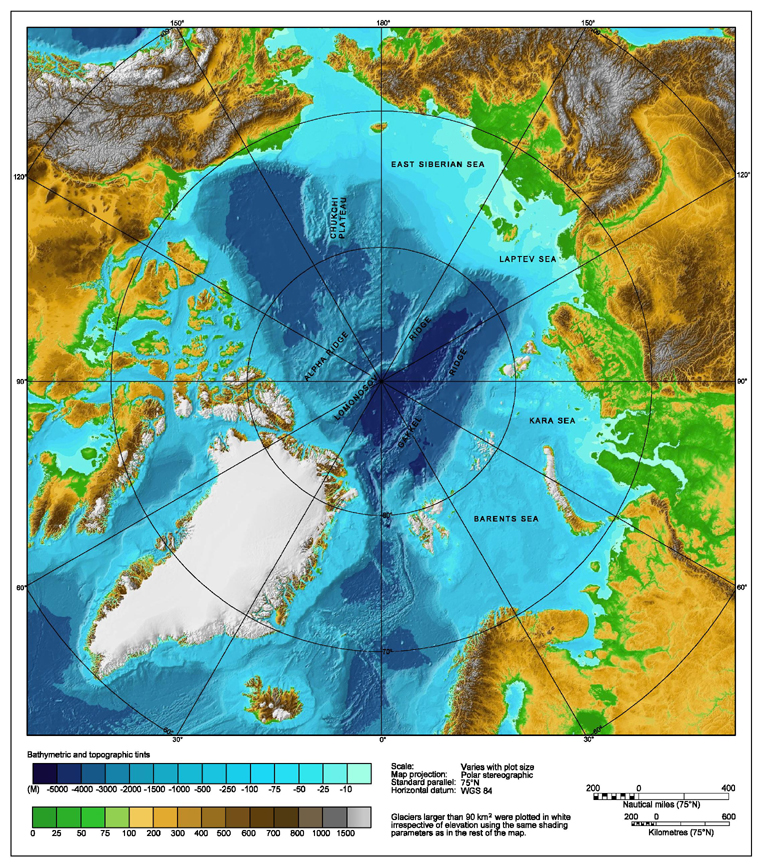
Mapa Oceanu Arktycznego

Grzbiet Mendelejewa (ang. Mendeleev Ridge, Mendeleev Rise, ros. Хребет Менделеева) - grzbiet podmorski na dnie Oceanu Arktycznego, w jego części zwanej Basenem Amerazjatyckim. Ciągnie się od Morza Wschodniosyberyjskiego leżącego na Szelfie Syberyjskim do środkowej części Oceanu, gdzie łączy się z Grzbietem Alpha. Grzbiet Mendelejewa wraz z Grzbietem Alpha oddzielają Basen Beauforta od Basenu Makarowa.
Jego nazwę nadano na cześć Dmitrija Mendelejewa, zaś jego odkrycie miało miejsce w 1948 roku, dokonała go ekspedycja radziecka.
Jej nazwę zaakceptowano w kwietniu 1987 roku na posiedzeniu IHO.
Grzbiet Mendelejewa jest wykorzystywany przez Rosję do popierania swoich roszczeń do terytoriów arktycznych, bogatych w złoża paliw kopalnych, obejmujących sam biegun północny.
Tak naprawdę, nie ma pewności, czy jest on zbudowany podobnie jak Grzbiet Śródatlantycki ze skał wulkanicznych, tzn. czy jest grzbietem śródoceanicznym związanym ze strefą spreadingu, czy też jest fragmentem skorupy kontynentalnej.